# Комунистическа партия на Македония (1992)
Комунистическата партия на Македония (на македонска литературна норма: Комунистичката партија на Македонија) е политическа партия в Република Македония. Създадена е през април 1992 г. под името Комунистическа партия на Македони – Движение за свобода, а на 12 септември 1993 г. е пререгистрирана. Лидер на партията тогава е Ангеле Митрески.
Председател на партията е Тодор Пеливанов. На изборите през 1994 г. партията получава 7610 гласа (0,8%) и нито един мандат. На изборите през 1998 г. получава 2756 гласа (0,25%) в пропорционалната листа. След промяната на Закона за политическите партия през 2007 г. партията не успява да се пререгистрира, но продължава да съществува и след това.